# Protobothrops flavoviridis
Trimeresurus flavoviridis là một loài rắn trong họ Rắn lục. Loài này được Hallowell mô tả khoa học đầu tiên năm 1861.

## Phân bố
Protobothrops flavoviridis có phạm vi phân bố giới hạn ở quần đảo Ryukyu của Nhật Bản, bao gồm cả Okinawa và quần đảo Amami. Địa phương điển hình là "Đảo Amakarima (một trong những nhóm Loo-Choo)" (= Keramashima, Quần đảo Ryukyu). Loài này phổ biến trên các đảo núi lửa lớn hơn, nhưng không có ở các đảo san hô nhỏ hơn.
Loài này thường được ghi nhận từ vùng chuyển tiếp giữa rừng cọ và các cánh đồng canh tác. Chúng cũng có thể được tìm thấy trên các bức tường đá và trong các ngôi mộ và hang động cũ. 

## Hình ảnh

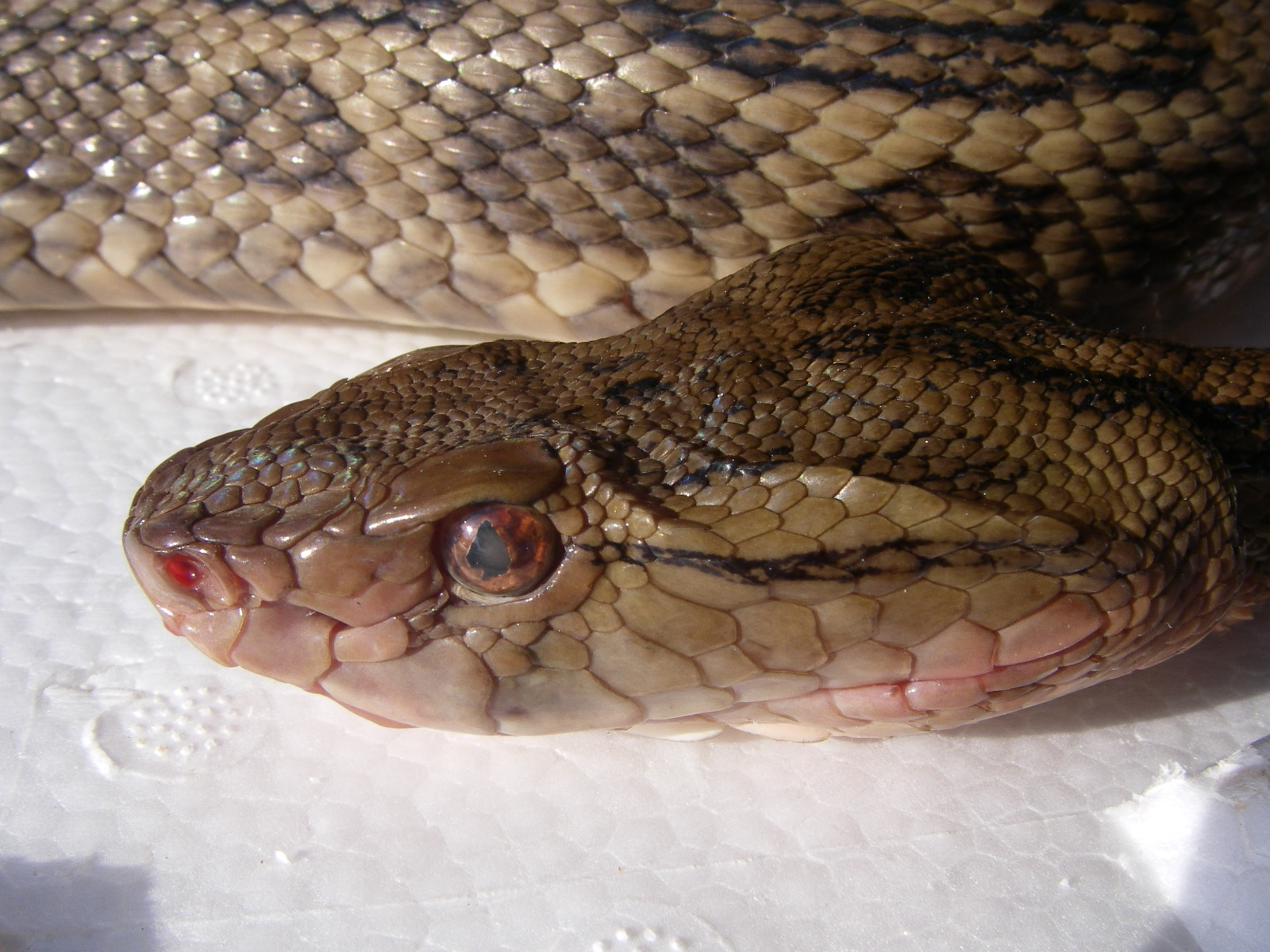
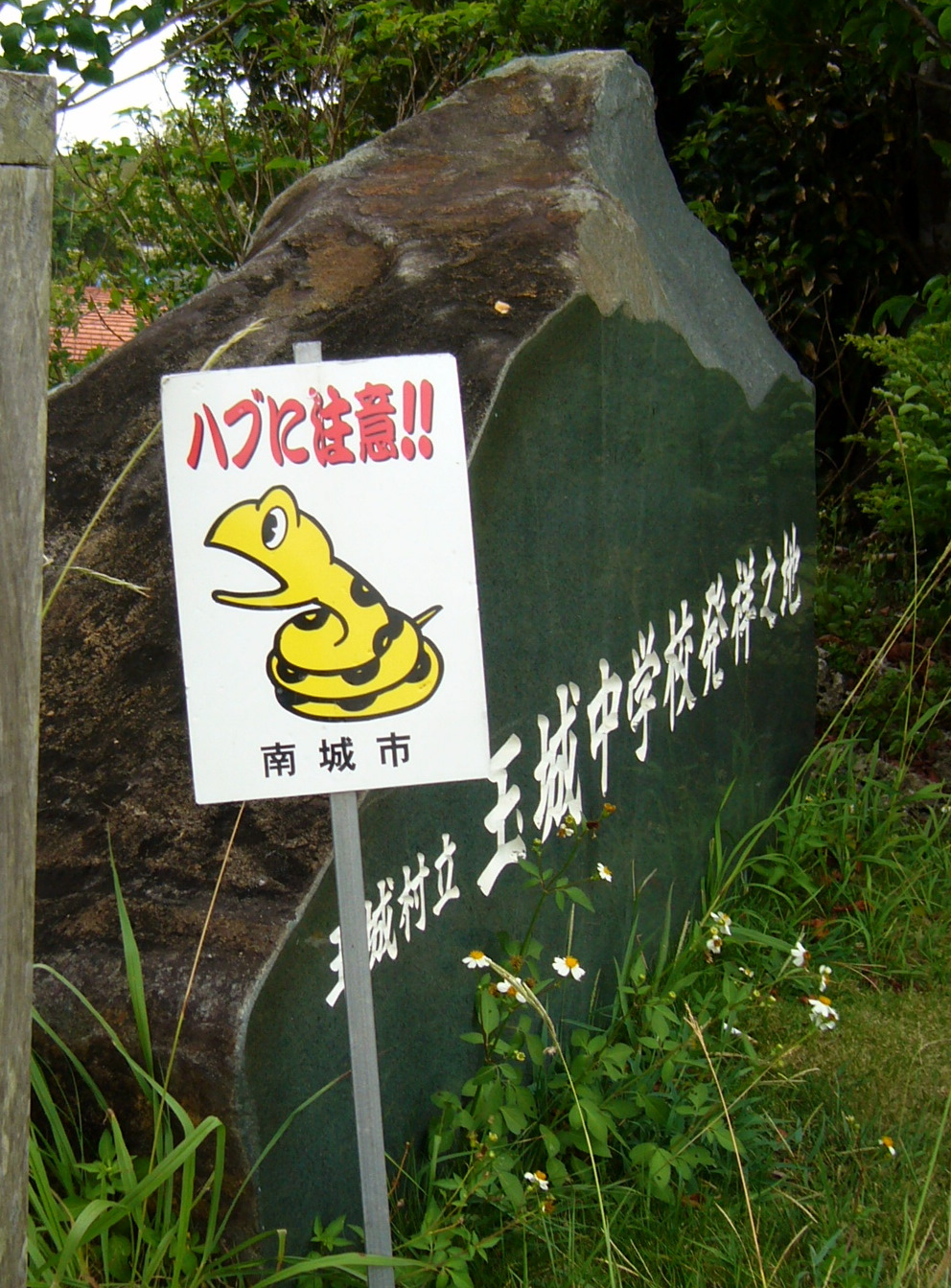
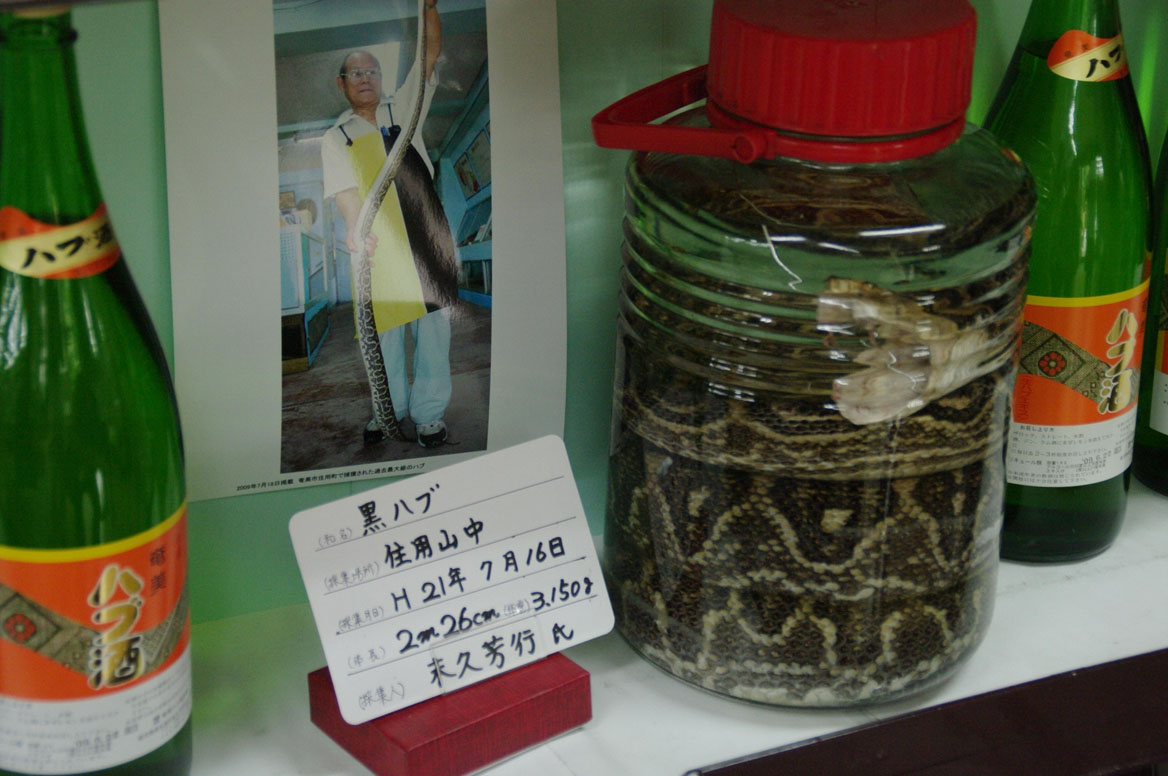
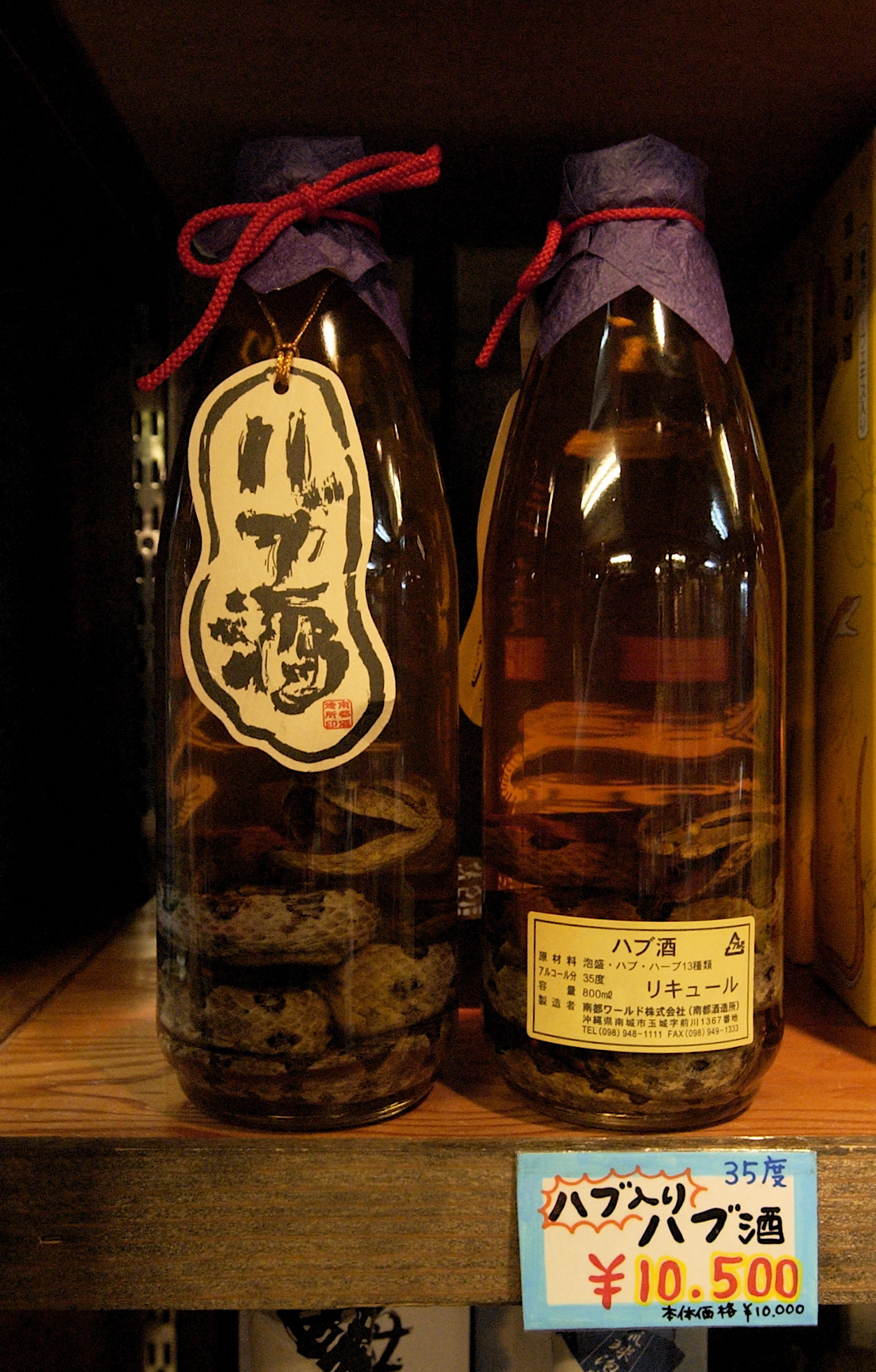